# Enoch Widmann
Enoch Widmann (* 21. Dezember 1551 in Hof; † 17. Dezember 1615) war Geschichtsschreiber und Rektor des Hofer Gymnasiums.

## Leben
Enoch Widmann war ein Sohn des Hofer Bürgers und Tuchmachers Hans Widman, der 1572 im Alter von 63 Jahren als Wunsiedler Hospitalbruder verstarb. Seine Mutter hieß Margaretha. Er besuchte zunächst das Gymnasium von Hof, konnte mit Hilfe eines Stipendiums ab 1575 an der Universität Wittenberg Theologie studieren. Hier erwarb er sich 1578 den akademischen Grad eines Magisters der philosophischen Wissenschaften. 1581 kehrte er nach Hof zurück. 

Ansicht der nach ihm benannten Straße

Auf Empfehlung des Superintendenten Johann Streitberger erhielt er eine Anstellung als Gymnasiallehrer und Kantor, 1582 rückte er auf die dritte Lehrerstelle vor, wurde 1591 Konrektor und folgte 1596 Thomas Blebelius als Rektor nach. Das Verdienst Widmanns ist neben einigen gedruckten und ungedruckten Schriften eine Stadtchronik von Hof bis zum Jahr 1592. Die darauffolgenden Jahre wurden teilweise bis 1601 und 1612 ergänzt. Zeitgenössische Kritiker bemängelten seine allzu positiven Ausführungen zu den Hofer Ratsherren, die ihn als Dank für seine Arbeit 1592 unter anderem mit einem vergoldeten Becher belohnten. Von ihm sind die ersten Sagen überliefert, die in Hof handeln. Er wurde in St. Lorenz beigesetzt. Sein Grabmal besteht aus drei Holztafeln. In Hof ist seit 1911 die Enoch-Widman-Straße ihm zu Ehren benannt. Sein Nachfolger als Rektor am Gymnasium war Johann Samstag.

## Werk
- Chronik der Stadt Hof. Bearbeitet und herausgegeben von Maria Rösler. Gesellschaft für fränkische Geschichte, Würzburg 2015 (Veröffentlichungen der Gesellschaft für fränkische Geschichte, Reihe I, Band 7). ISBN 978-3-86652-007-3.